# Nosodendron tritavum
Nosodendron tritavum är en skalbaggsart som beskrevs av Samuel Hubbard Scudder 1890. Nosodendron tritavum ingår i släktet Nosodendron och familjen almsavbaggar. Inga underarter finns listade i Catalogue of Life.